# Holyoke (Colorado)
Holyoke è un comune (city) degli Stati Uniti d'America e capoluogo della contea di Phillips nello Stato del Colorado. La popolazione era di 2 313 abitanti al censimento del 2010.

## Geografia fisica
Holyoke è situata a 40°34′55″N 102°18′04″W (40.582002, -102.301056).
Secondo lo United States Census Bureau, la città ha una superficie totale di 6,15 km², dei quali 6,13 km² di territorio e 0,02 km² di acque interne (0,29% del totale).

## Storia
Holyoke deve il suo nome all'omonima città nel Massachusetts.

## Società

### Evoluzione demografica
Secondo il censimento del 2010, c'erano 2 313 abitanti.

### Etnie e minoranze straniere
Secondo il censimento del 2010, la composizione etnica della città era formata dall'83,83% di bianchi, lo 0,61% di afroamericani, lo 0,3% di nativi americani, lo 0,91% di asiatici, lo 0,04% di oceanici, il 13,14% di altre razze, e l'1,17% di due o più etnie. Ispanici o latinos di qualunque razza erano il 29,31% della popolazione.